# Kenpō kai
 (août 2025).
 (août 2025).
 (août 2025).
 (novembre 2023).
 (novembre 2023).
La mise en forme du texte ne suit pas les recommandations de Wikipédia : il faut le « wikifier ».
Les points d'amélioration suivants sont les cas les plus fréquents. Le détail des points à revoir est peut-être précisé sur la page de discussion.
- Les titres sont pré-formatés par le logiciel. Ils ne sont ni en capitales, ni en gras.
- Le texte ne doit pas être écrit en capitales (les noms de famille non plus), ni en gras, ni en italique, ni en « petit »…
- Le gras n'est utilisé que pour surligner le titre de l'article dans l'introduction, une seule fois.
- L'italique est rarement utilisé : mots en langue étrangère, titres d'œuvres, noms de bateaux, etc.
- Les citations ne sont pas en italique mais en corps de texte normal. Elles sont entourées par des guillemets français : « et ».
- Les listes à puces sont à éviter, des paragraphes rédigés étant largement préférés. Les tableaux sont à réserver à la présentation de données structurées (résultats, etc.).
- Les appels de note de bas de page (petits chiffres en exposant, introduits par l'outil «  Source ») sont à placer entre la fin de phrase et le point final[comme ça].
- Les liens internes (vers d'autres articles de Wikipédia) sont à choisir avec parcimonie. Créez des liens vers des articles approfondissant le sujet. Les termes génériques sans rapport avec le sujet sont à éviter, ainsi que les répétitions de liens vers un même terme.
- Les liens externes sont à placer uniquement dans une section « Liens externes », à la fin de l'article. Ces liens sont à choisir avec parcimonie suivant les règles définies. Si un lien sert de source à l'article, son insertion dans le texte est à faire par les notes de bas de page.
- La présentation des références doit suivre les conventions bibliographiques. Il est recommandé d'utiliser les modèles {{Ouvrage}}, {{Chapitre}}, {{Article}}, {{Lien web}} et/ou {{Bibliographie}}. Le mode d'édition visuel peut mettre en forme automatiquement les références.
- Insérer une infobox (cadre d'informations à droite) n'est pas obligatoire pour parachever la mise en page.

Pour une aide détaillée, merci de consulter Aide:Wikification.
Si vous pensez que ces points ont été résolus, vous pouvez retirer ce bandeau et améliorer la mise en forme d'un autre article.

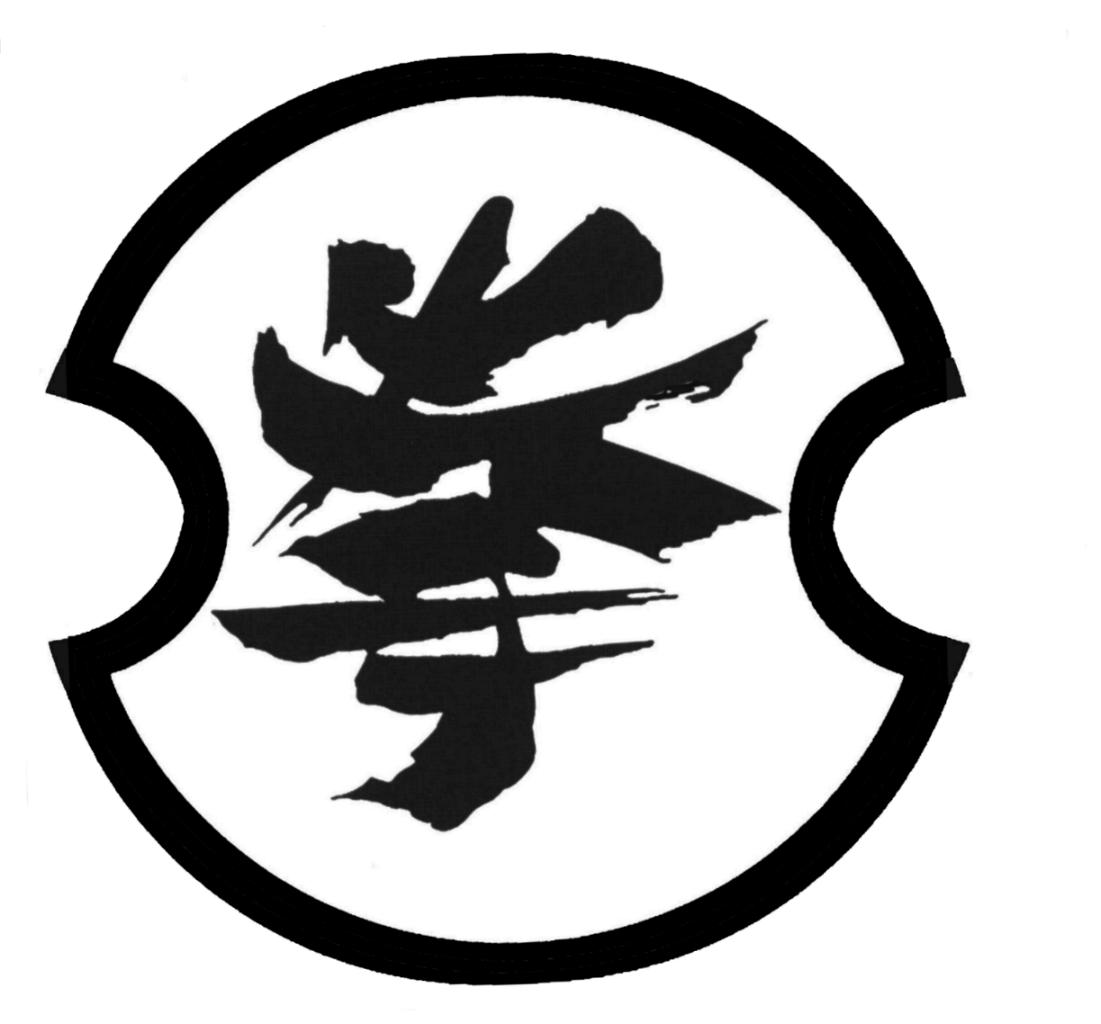
Logo Kenpo kai (TM)

Le nom Kenpō Kai peut également être trouvé écrit en romaji comme Kenpo Kai, kenpokai, kempokai, kenpo-kai et kempo-kai, et en kanji comme (拳法會) ou (拳法会).
Kenpō Kai signifie « répondre aux méthodes du poing » (Ken= poing, pō= méthode système, Kai= rencontre) et est un art martial traditionnel japonais, avec une influence chinoise.
Son objectif est le développement personnel et la recherche de l'équilibre à travers la pratique et l'entraînement du Kenpō Kai, Développer la force physique et mentale et la résilience de l'esprit ou le dépassement de soi, en maintenant les valeurs du code des samouraïs, telles que l'humilité, le respect, etc. intrinsèques aux arts martiaux traditionnels japonais.
Il se distingue par son efficacité au combat et son travail axé principalement sur l'autodéfense appliquée.
Le Kenpō Kai est basé sur trois blocs principaux :
Reiho (礼法)
Le reiho (étiquette) permet de calmer l’esprit et développe la maîtrise de soi. Ce travail vise à faire de nous de meilleures personnes et entraîne notre intellect à réagir rapidement dans des situations dangereuses. Sa pratique permet la transmission des traditions et préserve la sagesse de ceux qui ont précédé les Kenshis (pratiquants de Kenpō Kai) actuels.
Un proverbe du Kenpō Kai dit : « Sans un esprit fort et une pensée sage, il n'y aura jamais de succès. »

## Uchiho (méthode intérieure)
Le système d'équilibre corporel (Seitaiho méthode du corps équilibré) est composée de techniques d'acupression (ShiatsuHo Méthode d'acupression), le massage (AnmaHo Massage), traitement des articulations(SeifukuHo Méthode de réduction), l'étude des points vitaux (Kyushoho Méthode des points clés), en plus d'autres techniques adaptées à la pratique du Kenpo Kai, comme la respiration (Kokyuho méthode de respiration), la méditation (Le mokuso méditation), l'énergie interne (Kiho Méthode Qi) (Tetsugaku philosophie)..., toutes ces méthodes ou systèmes constituent ce que l'on appelle le système interne (uchiho méthode intérieure) de Kenpo Kai.

## Bujutsuho (武術法)
Le Bujutsuho (système technique martial) est l'apprentissage des techniques de combat. Il est composé de : Formes (kata型), Autodéfense (Goshinjutsu 護身術), Combat (Randori 乱取), Armes traditionnelles (Buki 武器), Points vitaux (Kyusho 急所), Test de rupture (Tameshiwari 試割り), Test de coupe (Tameshigiri 試し切り). Cet apprentissage comprend des coups, des luxations, des immobilisations... debout ou au sol, avec ou sans armes, contre un ou plusieurs adversaires. Ce système ou méthode est considéré comme le système externe (Sotoho 外法) du Kenpo Kai.

## Origines du kenpo kai
Un moine Shaolin du nom de Jiang enseigna à sa famille le système de lutte du monastère de shaolin, le Shaolin Quan afin qu'ils puissent se défendre contre les attaques des voleurs (car leur famille avait été soumise à des attaques répétées). Ce système de lutte fut ensuite transmis de génération en génération au sein d'une même famille, jusqu’à être rebaptisé Jiang Quan(Boxe de la famille Jiang).
Au cours de l'ère Tokugawa, un jeune aventurier japonais initié à l'art de l’école Kashima Shinto Ryū, Tawada Ishizaka se rendit en Chine et durant son voyage à travers ce pays, passat plusieurs années au service de la famille Jiang. Il épousa l'une des filles du Maître, fut accepté comme élève et initié à son art du combat.
De retour au Japon avec ses enfants, Tawada décida pour survivre, de créer une troupe théâtrale, faisant des spectacles basés sur sa maîtrise du Jiang Chuan, en japonais Shouken. Tawada, déjà âgé, laissa à son fils la partie la plus spectaculaire de ses performances. Au fil du temps, il codifia et développa la pratique de son art martial, incluant certains éléments de l'art martial Kashima Shinto Ryū qu'il avait pratiqué dans sa jeunesse ; donnant au style une personnalité qui lui est propre. Il la transmet à ses descendants et de cette pratique naîtra el Ishizaka ha kenpō.
Les derniers maîtres d'  Ishizaka ha kenpō furent Koiso Ishizaka (1915-1966), son frère Kazuo (1921-1998) et le fils de Koiso, Sotoki Ishizaka (1943-1987).
Au début des années 1960, Kazuo Ishizaka contacta un descendant de la famille Jiang, Maître Rou Jiang (1889-1978), devint son élève et se forma pendant plusieurs années sous sa direction, récupérant les techniques perdues du Shouken.
À la fin des années 1960, Kazuo Ishizaka termina une de codification du Kenpo-Kai après une étude exhaustive des systèmes de combat ayant donné naissance à l'art de sa famille, avec l'intention de récupérer et d'intégrer les techniques perdues du Shouken, avec l'ishizaka ha kenpō et le kashima shinto ryū. L'un de ses plus grands partisans pour atteindre cet objectif a été le Grand Maître Chiaki Ohashi.
C'est à cette époque que le Kenpō Kai, tel que nous le connaissons, est né.
Le Kenpō Kai, puise ses principes philosophiques dans l'esprit samouraï et Le Bushidō.
En 1969, le Kenpō Kai est officiellement enseigné à toutes les personnes qui veulent l'apprendre, qu'elles soient orientales ou occidentales, car l'Ishizaka ha kenpō n'était jusqu’alors enseigné qu'aux membres de la famille Ishizaka ou dans des cercles très restreints.
En 1980, I.K.K.O. (International Kenpo Kai Organization) est née à Tokyo, au Japon.
En 1985, elle a été officiellement enregistrée E.K.K.O. (European Kenpo Kai Organization) en tant que délégation d'IKKO en Europe.
En 1987, Maître Sotoki Ishizaka meurt dans un accident de voiture au Brésil.
En 1990, le premier championnat du monde de Kenpō Kai a lieu à  Tokyo (Japon), l'Espagnol Juan María Vidal est proclamé champion du monde en finale contre l'Américain Mike Robertson.
En 1998, Maître Kazuo Ishizaka décède, créant une petite incertitude quant à l'avenir du Kenpō Kai. Le grand maître Chiaki Ohashi prend la tête du Kenpō Kai et devient président mondial en 2000. Sa plus grande réalisation a été la réorganisation et l'unification mondiale de cet art martial à la recherche d'une plus grande diffusion et de l'obtention d'une reconnaissance internationale pour le Kenpō Kai.
En 2000, le siège de Kenpō Kai est officiellement déplacé dans la ville japonaise de Hamamatsu.
En octobre 2023, la Tunisie a organisé la cérémonie de reconnaissance de Sōke (gardienne de l'école) Chiaki Ohashi du grade de ceinture noire 10e Dan de Kenpō Kai, devenant ainsi la seule personne vivante au monde à détenir ce diplôme.

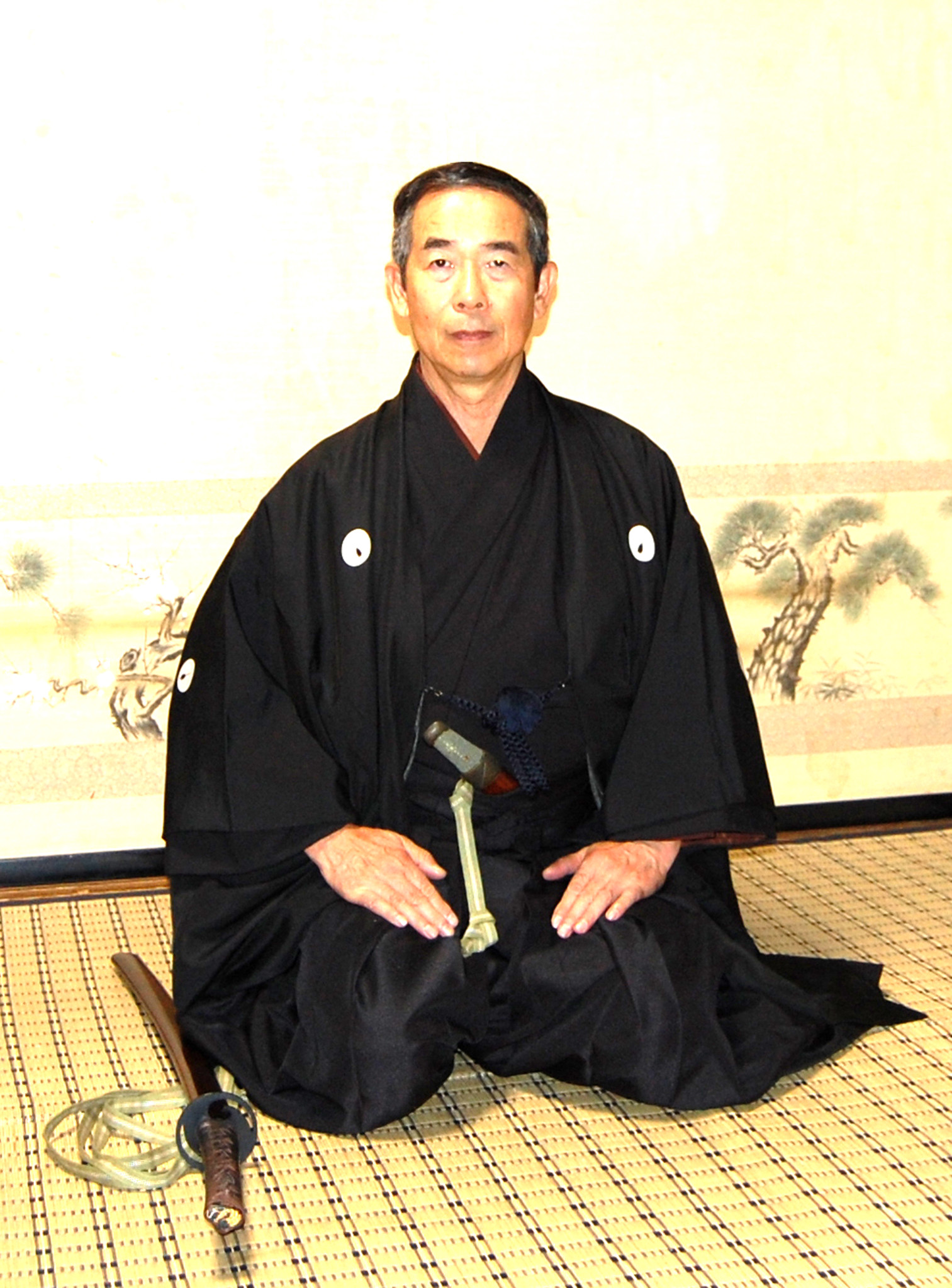
Sôke Chiaki Ohashi

## Structuration de l'apprentissage
Sa structure actuelle préserve les étapes traditionnelles de l'enseignement, pour lesquelles le Kenpo Kai a un programme très organisé, basé sur des degrés de ceintures de couleur appelées Kyū (級) et des degrés de ceinture noire appelés Dan (段)
Grade Kyū en Kenpō Kai, du plus élevé au plus bas, chaque degré changeant la couleur de la ceinture :

### les grades kyu
- Rokkyū (六級) 6e Kyu (ceinture blanche)
- Gokyū (五級) 5e Kyu (ceinture jaune)
- Yonkyū (四級) 4e Kyu (ceinture orange)
- Sankyū (三級) 3e Kyu (ceinture verte)
- Nikyū (二級) 2e Kyu (ceinture bleue)
- Ikkyū (一級) 1er Kyu (ceinture marron)

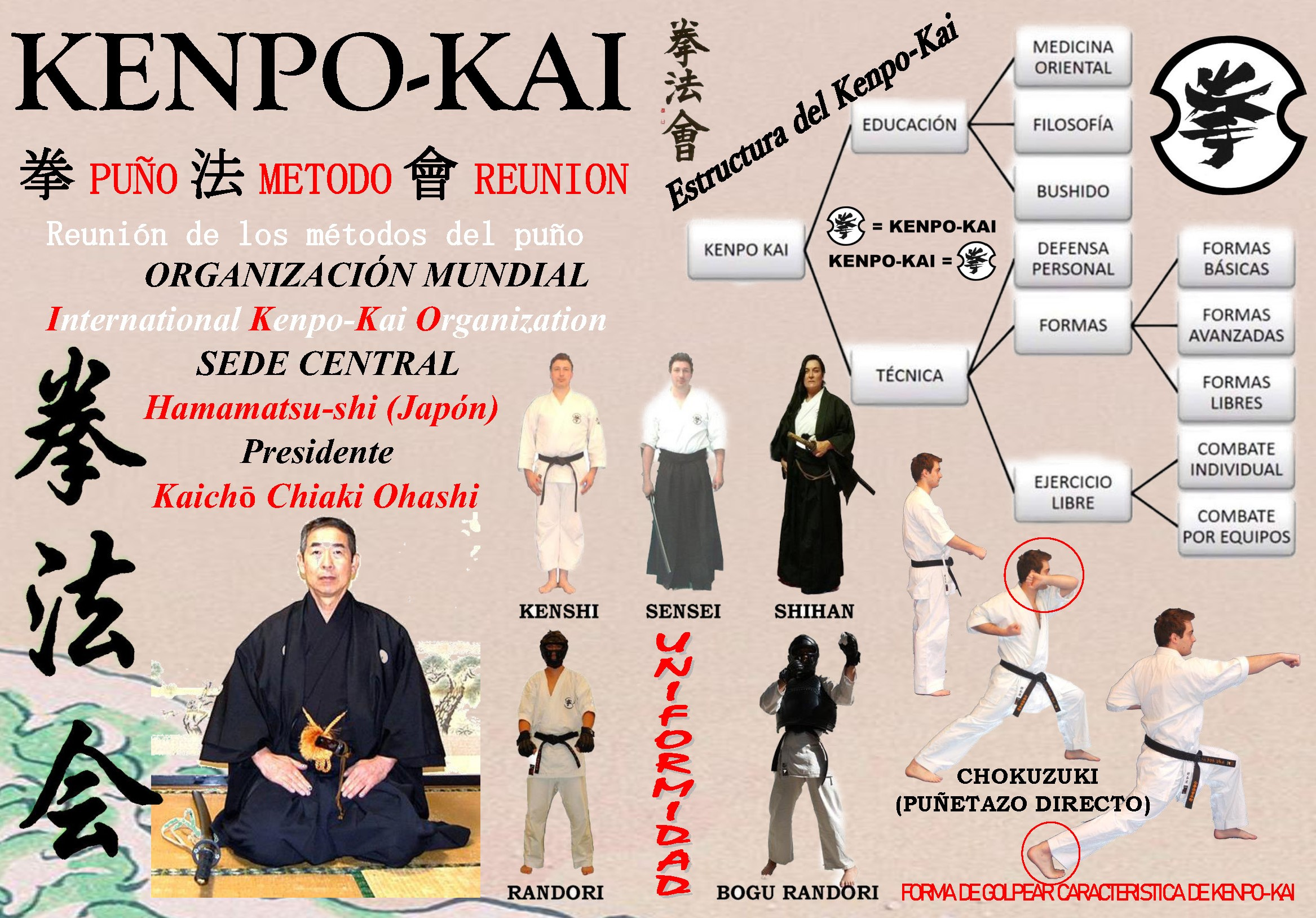
Structuration du kenpo kai

### les grades Dan et les titres
Le grade Dan en Kenpō Kai, du plus bas au plus haut, la couleur de la ceinture, est toujours noire dans tous les grades :
- Shodan (初段) 1re Dan
- Nidan (弐段) 2e dan
- Sandan (参段) 3e Dan, Maestro (Sensei 先生)
- Yon (四段) 4e Dan
- Godan (五段) 5e Dan, Maître des Maîtres (Shihan 師範)

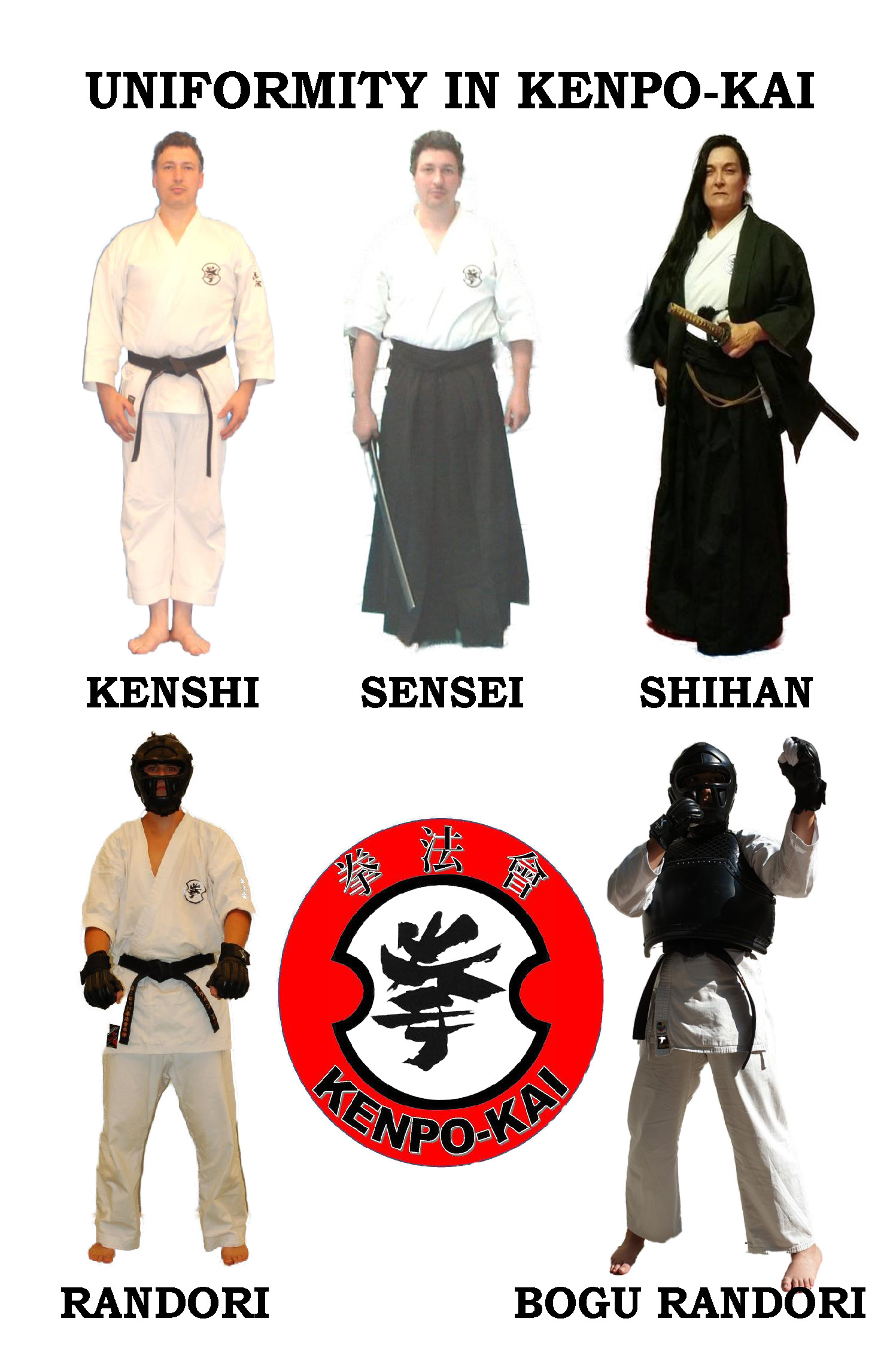
uniformes en kenpo kai

- Rokudan (六段) 6e dan
- Shichidan (七段) 7e dan
- Hachidan (八段) 8e Dan
- Kudan (九段) 9e dan
- Judan (十段) 10e Dan, guardien de l'école (Sôke 宗家)

## La structure de l'apprentissage repose sur 5 principes
- Base ou Kihon (基本)
- Forme kata (型)
- Technique ou waza (技)
- Randori (乱取) exercice libre
- Tameshi (試し) Tester, tester

### Travail des techniques Waza 技
Le Kenpō Kai implique l'étude de trois blocs majeurs, le mental à travers le Reiho, le bien-être physique à travers le Seitaiho et le martial à travers le Bujutsuho.

#### Kiho
Dans la partie avancée du Kenpō Kai Il existe des techniques de travail énergétique (Kiho), qui contiennent un certain nombre de techniques de respiration telles que Kokyu go Kata forme respiratoire dure, il s'agit d'un exercice de musculation isotonique, qui permet le développement de la stabilité et de la concentration de la force dans une zone spécifique du corps, afin de pouvoir appliquer un maximum de force dans les techniques et de rendre le corps beaucoup plus fort et plus résistant. C'est le début des techniques de travail pour améliorer la santé.

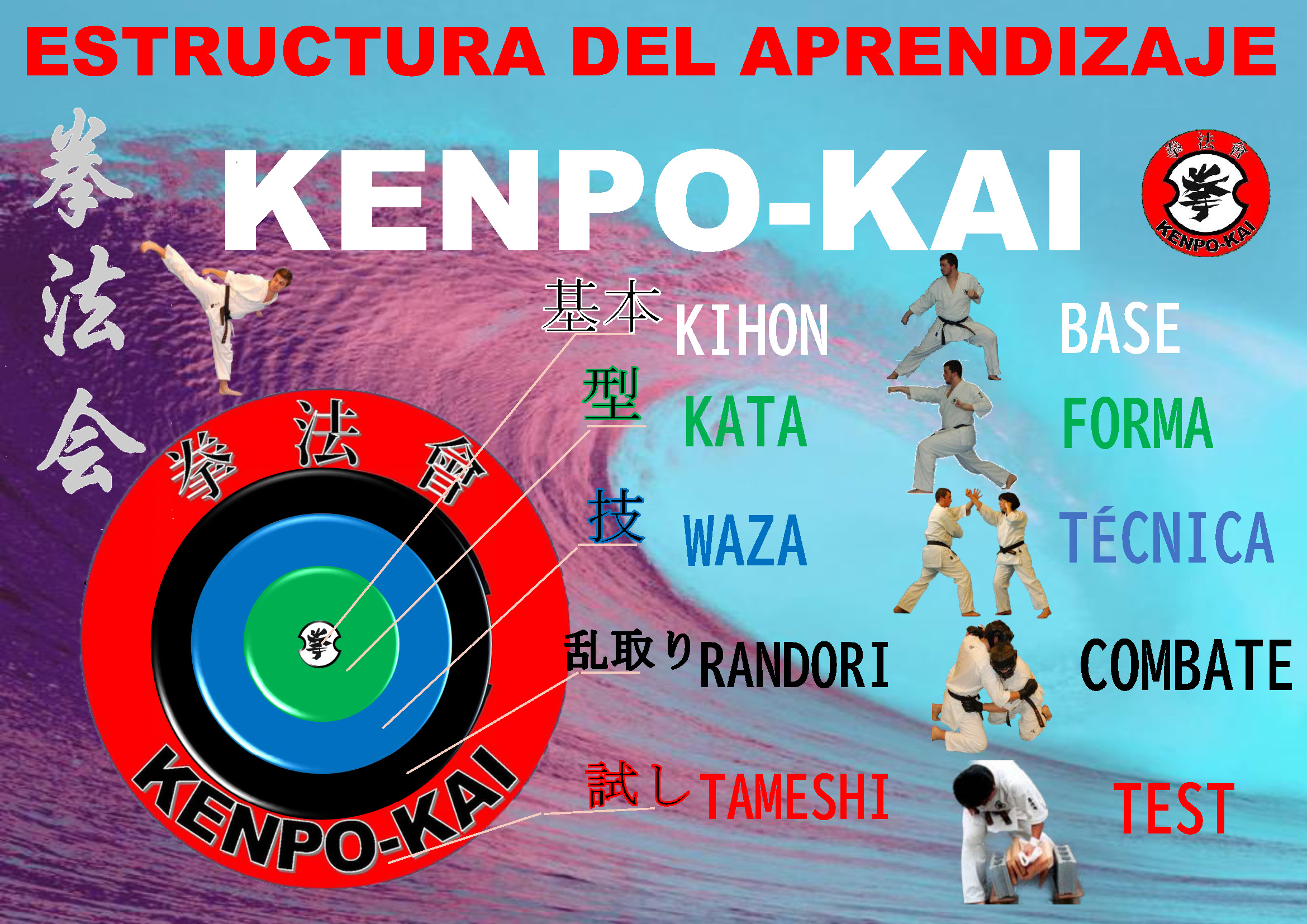
structuration de l'enseignement

#### Bujutsuho
Il s'agit d'une autre partie du travail du Kenpō Kai dans le système externe (Sotoho) dont les caractéristiques sont le développement de la maîtrise du corps, le durcissement, le maniement des armes traditionnelles (Le bukiho), l'étude des stratégies de lutte basées sur les 5 éléments et les animaux (Cinq Grands) et la légitime défense (Le Goshinjutsu). Au sein de ce dernier système, il existe 3 sous-systèmes, à savoir :

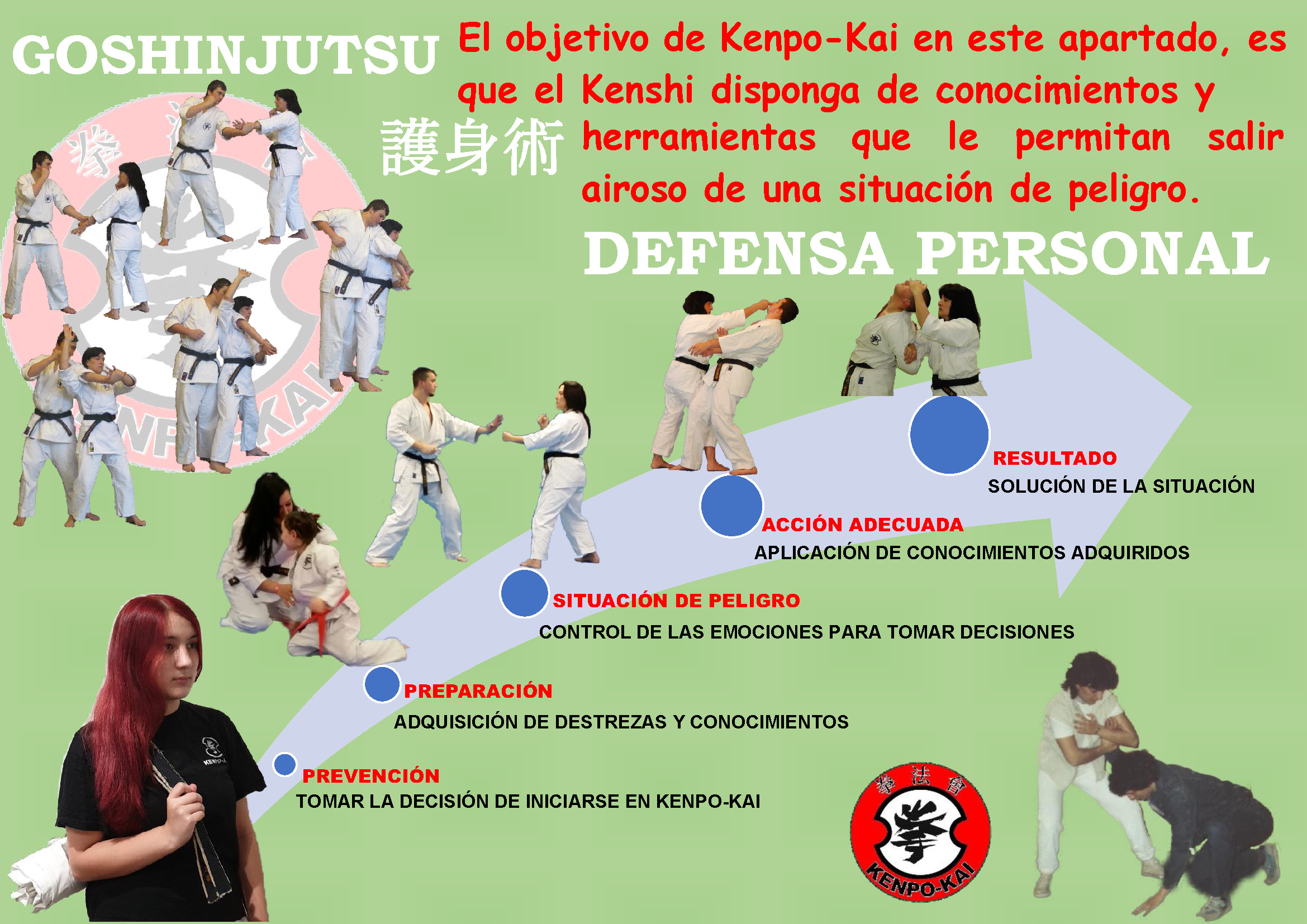
Goshin, défense personnelle

#### Goho(剛法)
Goho correspond à l'apprentissage du système dur, qui utilise des coups de poing, des blocages, des esquives...
Juho (柔法)
Méthode douce. Le Juho correspond à l'apprentissage du système doux, c'est une méthode de combat qui correspond à des prises, des projections, des immobilisations, des étranglements et des luxations articulaires.
Gojuho (剛柔法)
Méthode hybride. Le système hybride Gojuho est le mélange des deux précédents, en les combinant de la manière la plus efficace ; c'est le système d'autodéfense le plus complet pratiqué dans le Kenpō Kai et donc une méthode efficace d'autodéfense.

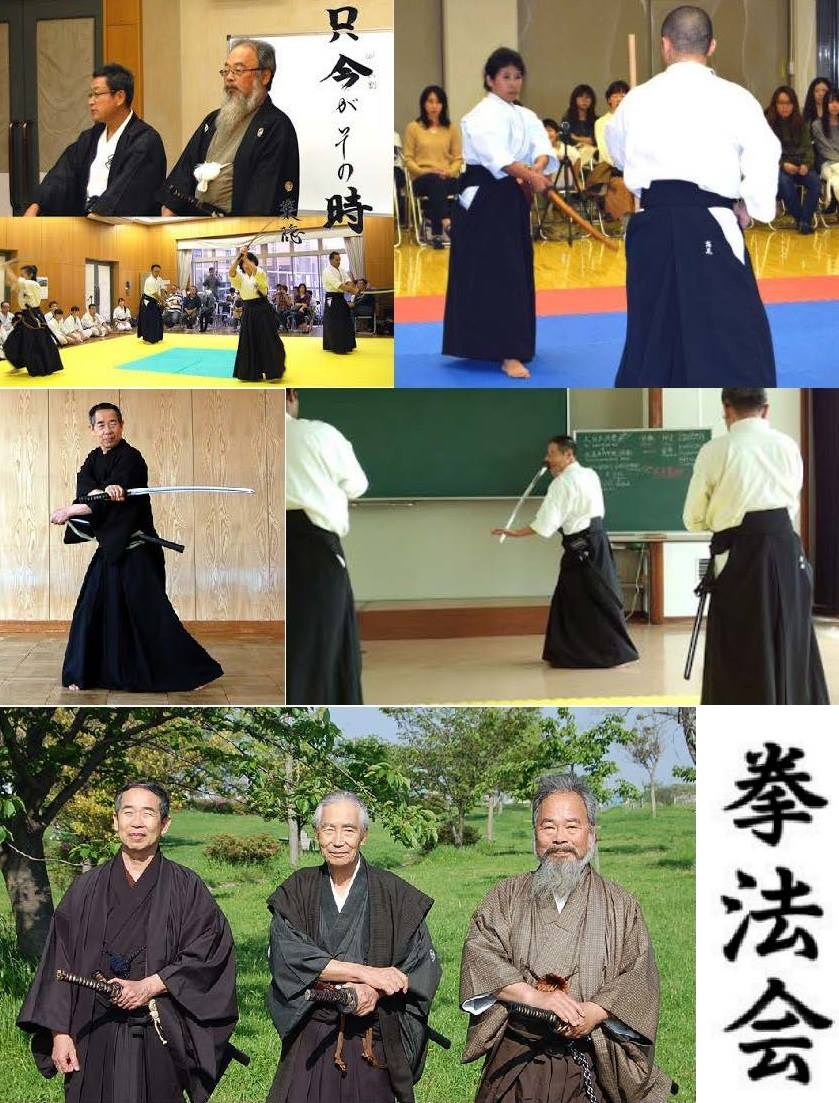
Soke Chiaki Ohashi, et travail du sabre nihonto

#### Le bukiho
Système d'armes. Il y a 12 armes étudiées dans le Kenpo Kai, parmi elles se trouvent les armes traditionnelles bō (baton), kagi bo (canne), Nawa (corde) …, dont la plus importante est le sabre japonais (Nihonto Katana).

#### Kata
Dans le Kenpō Kai, il existe plusieurs kata différents, qui s'exécutent seuls ou à deux, avec des armes... ainsi que les kata de compétition. Pour les ceintures noires, il existe également des formes inspirées des animaux.

## Kenpō kai avancé
À partir du premier dan, la ceinture noire commence à apprendre le Kenpō Kai avancé. Techniquement et physiquement, c'est plus exigeant, ce type de travail n'est pas possible sans l'acquisition et la compréhension d'une bonne base.

## la compétition Shiai  試合
En 1976, le premier championnat de Kenpō Kai dans la ville japonaise de Wajima
L'aspect sportif du Kenpō Kai est une évolution moderne qui permet à cet art martial de s'adapter à la société d'aujourd'hui, en intégrant des valeurs morales et éducatives et les anciennes traditions guerrières japonaises, à travers des règles de compétition. Le combat permet au Kenshi (pratiquant de Kenpō Kai), d’acquérir des qualités telles que la modestie, en comprenant que les résultats sportifs brillants sont éphémères, il faut donc toujours continuer à évoluer et à apprendre
En octobre 2023, le championnat du monde de Kenpō Kai s'est tenu pour la première fois en dehors du Japon, plus précisément en Tunisie (Afrique), une étape importante dans l'histoire de cette école.

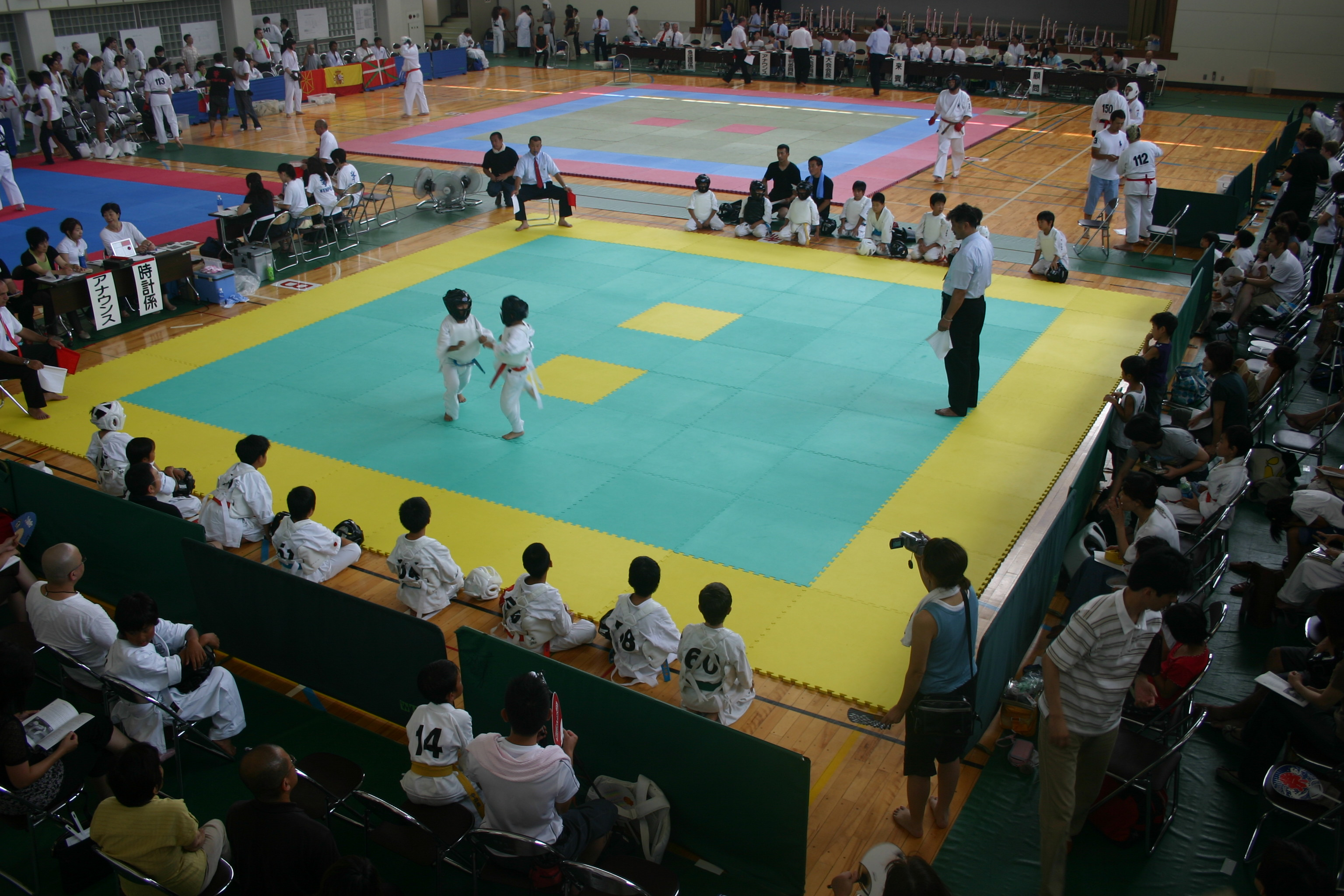
Compétition en kenpo kai

## La compétition enKenpō Kai
Compétition technique individuelle : présentation d'une forme de kata individuelle issue du programme officiel d'apprentissage, cette modalité s'appelle kata.
Compétition technique en binôme : exécution d'une série de techniques d'autodéfense contre un adversaire, cette modalité s'appelle Juho Enbu.
Compétition technique individuelle avec Nihonto: Présentation d'une forme d'épée japonaise Kata Nihonto du programme d'apprentissage officiel, cette modalité s'appelle kenpo kai Iai.
Compétition de combat : des protections sont utilisées pour éviter d'éventuelles blessures, La compétition de Kenpō Kai  permet le contact sur le corps à l'exception des poings à la tête.Kenpo Kai Shiai

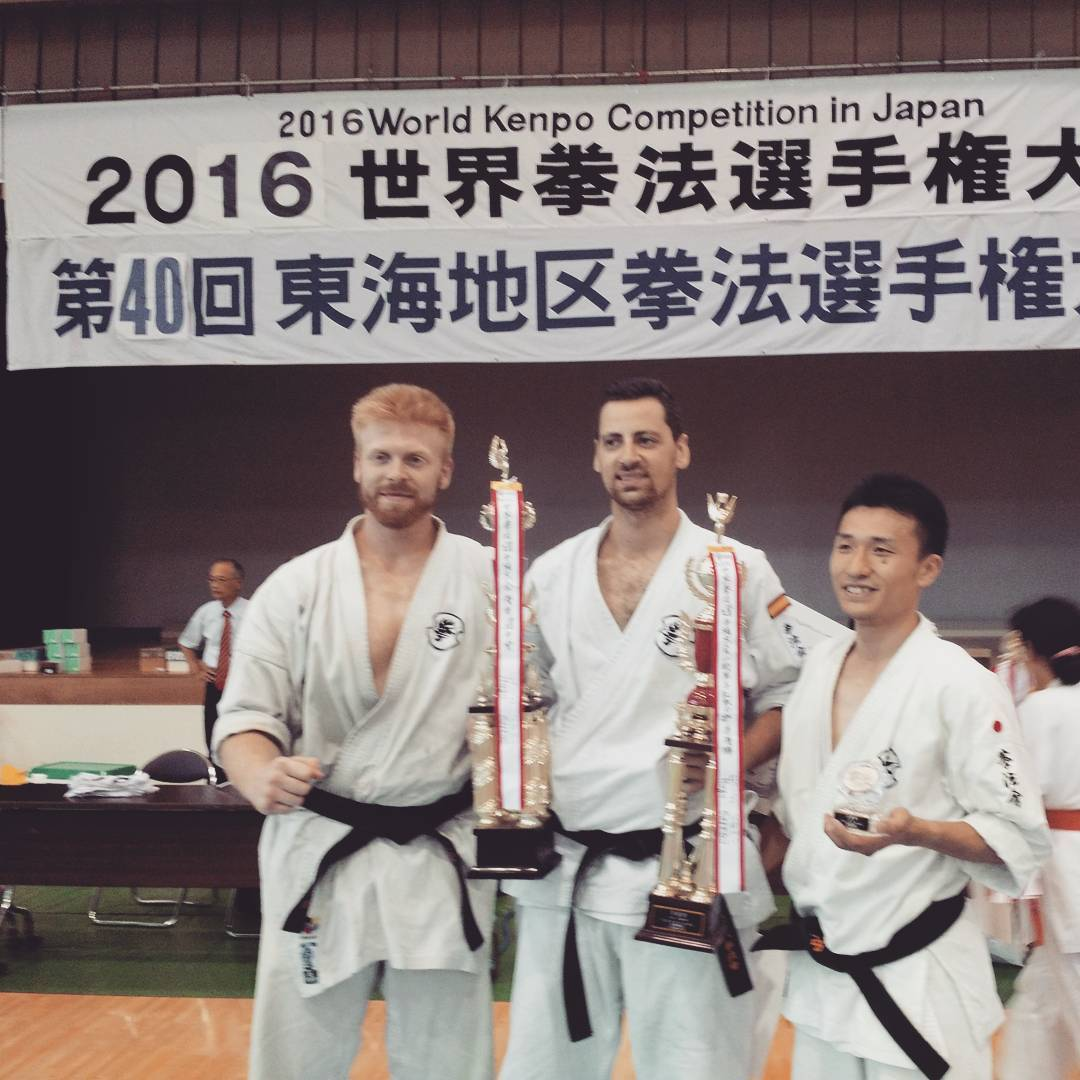
Championnat du monde 2016, Danilo Jude Bardisa USA, Hugo Barros Bermúdez Espagne, Shingo Ando Japon

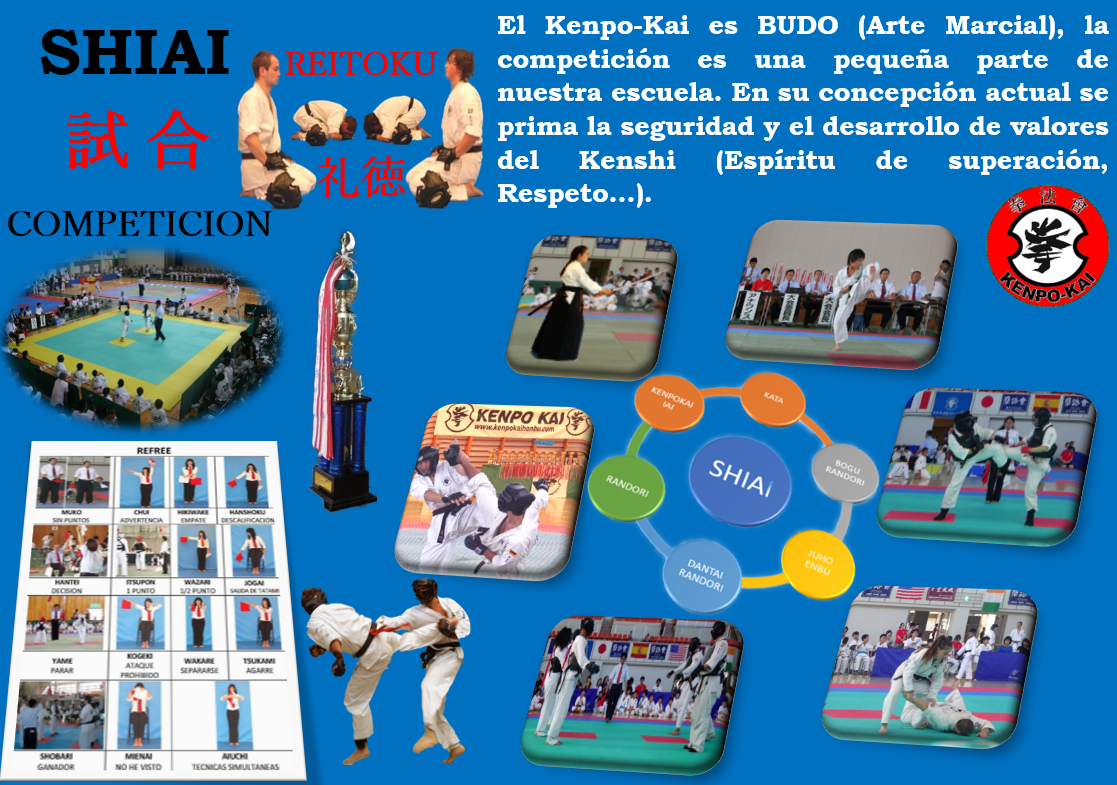
Shiai kenpo kai

- Championnat du monde 2016, Danilo Jude Bardisa USA, Hugo Barros Bermúdez Espagne, Shingo Ando JaponKenpo Kai Shiai Il existe trois catégories de combat :  ·        Dantai Randori Combat semi-contact par équipes avec protections (équipes composées de 3 ou 5 personnes) ;  ·        Bogu Randori Combat Semi-contact avec protections (pour les personnes qui débutent dans la compétition et/ou les personnes qui veulent se battre avec une protection élevée) ;  ·        Plein contact Randori  (normalement réservé aux ceintures marron et noire, les protections utilisées sont le minimum - casque, gants et coque). L'une des caractéristiques qui attire l'attention dans le Kenpō Kai, c'est de regarder les compétiteurs après le combat. Le Reitoku (courtoisie, remerciements), consistant en ce qui suit :Shiai kenpo kaiLe kenshi, qui a gagné le combat, se tourne vers son adversaire, et ils se tiennent tous les deux dans la même position Seiza (agenouillés), ils enlèvent leurs casques et les mettent sur le côté, tous deux s'inclinent (Zareï Salut assis), dans lequel le gagnant reconnaît par cet acte ; la bravoure, le courage et leur respect et le vaincu est reconnaissant de cette marque de respect.

## Organisation
Le Kenpō  Kai est dirigé au niveau international par l'Organisation Internationale de Kenpo Kai basée à Hamamatsu, au Japon, dans chaque continent, existe une délégation, comme l'Europe, l'Organisation Européenne de Kenpo Kai basée en Espagne et celle-ci à son tour, dans chaque pays, a une Association (enregistrée dans le Registre National des Associations de chaque pays).
Les pays dans lesquels le Kenpō Kai est actuellement pratiqué sont les suivants :
- Tunisie
- australie
- espagne
- France
- Inde
- Indonésie
- Japon
- Népal
- Italie
- Allemagne
- Pologne
- Roumanie
- Pérou
- Mexique
- Pays-Bas
- Nouvelle-Zélande
- Canada
- Zambie
- Algérie
- Cuba
- République dominicaine
- Madagascar
- Émirats arabes unis
- Birmanie
- Suède
- Président Mondial : Chiaki Ohashi, 10e dan, Président de l'IKKO (International Kenpo Kai Organization).
- Président pour l'Europe : Juan-Mari Vidal, octavo dan, Président de l'EKKO (European Kenpo Kai Organization).
- Siège pour l'Europe : Europe Kenpo-Kai Honbu, Pso. Julio Caro Baroja 2.31780 Bera - Navarre- Espagne.
- Président pour l'Afrique : Sensei Mourad Saâdallah, Siège en Tunisie (Africa Kenpo Kai Organization)
- Président pour l'Asie : Takao Asai, octavo dan, Siège à Nagoya (Japon)

## Sources et bibliographie
Sites internet:
International kenpo kai organization 
Club Anglet Kenpo Kai 
European kenpo kai organization 
Livres et revues:
interview Shihan Martinez 
Article sur le championnat du monde 2023 
Kenpô: fragments d'une histoire inconnue, de Patrick Lombardo
Encyclopédie Mondiale Des Arts Martiaux de Patrick Lombardo
"le kenpo kai, l'art samourai de Shaolin" Revue karate bushido, mai 2006
Kenpo Kai kihon keiko, shihan Vidal,